# Konrad Zuse
Konrad Zuse (tiếng Đức: [ˈkɔnʁat ˈtsuːzə]; 22 tháng 6 năm 1910 - 18 tháng 12 năm 1995) là một kỹ sư cơ sở hạ tầng, nhà khoa học máy tính, nhà phát minh và doanh nhân người Đức. Thành tựu lớn nhất của ông là máy tính lập trình đầu tiên trên thế giới Z3 được điều khiển bằng chương trình bắt đầu hoạt động vào tháng 5 năm 1941. Nhờ chiếc máy này và những máy tính tiền nhiệm của nó, Zuse thường được coi là người phát minh ra máy tính hiện đại.
Zuse cũng được ghi nhận với việc tạo ra máy tính S2, được coi là máy tính điều khiển quá trình đầu tiên. Ông thành lập một trong những doanh nghiệp máy tính sớm nhất vào năm 1941, sản xuất Z4, máy tính thương mại đầu tiên trên thế giới. Từ năm 1943  đến năm 1945 ông đã thiết kế ngôn ngữ lập trình cấp cao đầu tiên, Plankalkül. Vào năm 1969, Zuse đã đề xuất khái niệm về một vũ trụ dựa trên tính toán trong cuốn sách Rechnender Raum (Tính toán không gian) của ông.
Phần lớn công việc ban đầu của ông được gia đình và thương mại tài trợ, nhưng sau năm 1939, ông được chính phủ Đức Quốc xã cung cấp tài nguyên. Do Thế chiến II, các thành tựu của Zuse hầu như không được chú ý ở Vương quốc Anh và Hoa Kỳ. Có thể ảnh hưởng tài liệu đầu tiên của ông đối với một công ty Mỹ là lựa chọn của IBM đối với các bằng sáng chế của ông vào năm 1946.
Có một bản sao của máy tính Z3, cũng như máy tính Z4 gốc, trong Bảo tàng Deutsches ở Munich. Công ty Archches Technikmuseum ở Berlin có một triển lãm dành cho Zuse, trưng bày mười hai cỗ máy tính của ông, bao gồm một bản sao của Z1 và một số bức tranh của Zuse.

## Sách tham khảo
- Zuse, Konrad (1993). The Computer – My Life. Berlin/Heidelberg: Springer-Verlag. ISBN 0-387-56453-5 (translated from the original German edition (1984): Der Computer – Mein Lebenswerk. Springer. ISBN 3-540-56292-3.) ( Electronic version from Springer)
- Zuse, Konrad (1969). Rechnender Raum Braunschweig: Vieweg & Sohn. ISBN 3-528-09609-8
- Rechnender Raum Lưu trữ ngày 18 tháng 6 năm 2020 tại Wayback Machine (PDF document), Elektronische Datenverarbeitung, 8: 336–344, 1967.
- Calculating Space[liên kết hỏng] English translation as PDF document
- Zuse, Konrad. Direction-bound engraving tool with program control. U.S. Patent 3,163,936
- U.S.Patents 3,234,819; 3,306,128; 3,408,483; 3,356,852; 3,316,442